# 麥弗里克羅斯羅茲 (阿拉巴馬州)
麥弗里克羅斯羅茲（英語：McFrey Crossroads）是一個位於美國阿拉巴馬州切羅基縣的非建制地區。該地的面積和人口皆未知。

## 地理
麥弗里克羅斯羅茲的座標為34°58′34″N 85°34′30″W / 34.97611°N 85.575°W，而該地最高點為海拔高度214米（即702英尺）。